# Besné
Besné (bretonisch: Gwennenid) ist eine französische Gemeinde mit 3.317 Einwohnern (Stand: 1. Januar 2022) im Département Loire-Atlantique in der Region Pays de la Loire; sie gehört zum Arrondissement Saint-Nazaire und zum Kanton Saint-Nazaire-2.
Die Einwohner werden Besnéens genannt.

## Geographie
Besné liegt am Brivet etwa 21 Kilometer nordöstlich von Saint-Nazaire. Am Süden der Gemeinde führt der Canal de la Trallée entlang.
Im Westen befindet sich die Moorlandschaft der Brière.

### Nachbargemeinden
Umgeben ist Besné von den Nachbargemeinden Pontchâteau im Norden, Prinquiau im Osten und Südosten, Donges im Süden sowie Crossac im Westen.

## Bevölkerungsentwicklung
| Jahr      | 1962 | 1968 | 1975 | 1982 | 1990 | 1999 | 2006 | 2017 |
| Einwohner | 1332 | 1440 | 1636 | 2062 | 2059 | 2029 | 2237 | 3051 |

## Sehenswürdigkeiten
- Menhir de Treffier und Menhir de Tréveron, zwei kleinere Menhire
- Ehemaliges Herrenhaus Le Plessis
- Drei Windmühlen aus der Zeit um 1800
- Kirche aus dem 19. Jahrhundert
- Kapelle Saint-Second aus dem 17. Jahrhundert
- Keltenkreuz aus dem 15. Jahrhundert auf dem Friedhof